# Acanthodelta sakaraha
Acanthodelta sakaraha là một loài bướm đêm trong họ Noctuidae.